# Семискульська сільська рада
Семиску́льська сільська рада (рос. Семискульский сельский совет) — сільське поселення у складі Мокроусовського району Курганської області Росії.
Адміністративний центр — село Одіно.
Населення сільського поселення становить 273 особи (2017; 356 у 2010, 612 у 2002).

## Склад
До складу сільського поселення входять:
| Населений пункт         | Населення, осіб (2002) | Населення, осіб (2010) |
| ----------------------- | ---------------------- | ---------------------- |
| Денисово, присілок      | 23                     | 9                      |
| Комсомольська, присілок | 77                     | -                      |
| Одіно, село             | 507                    | 347                    |
| Семискуль, присілок     | 5                      | -                      |